# تمثال الجمهورية

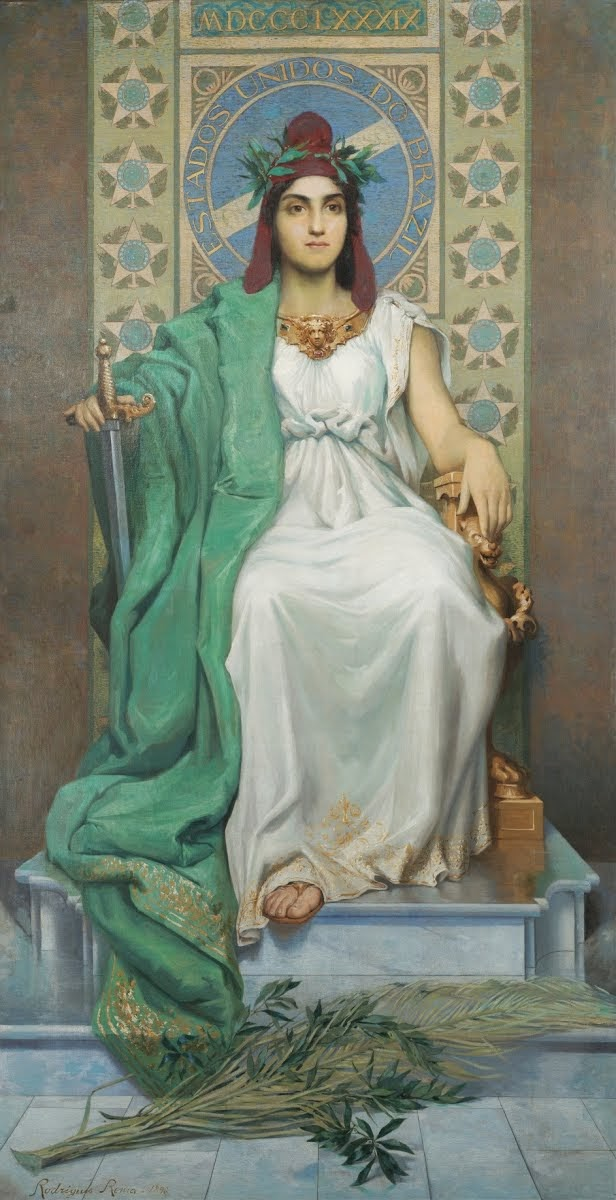
ريبوبليكا، لوحة رمز الجمهورية البرازيلية بريشة مانويل لوبيز رودريغيز، 1896.

تمثال الجمهورية أو إيفيجي دا روبابليكا يستخدم كتجسيد وطني، وفي البرازيل والبرتغال، ترمز للجمهورية.

## معرض صور

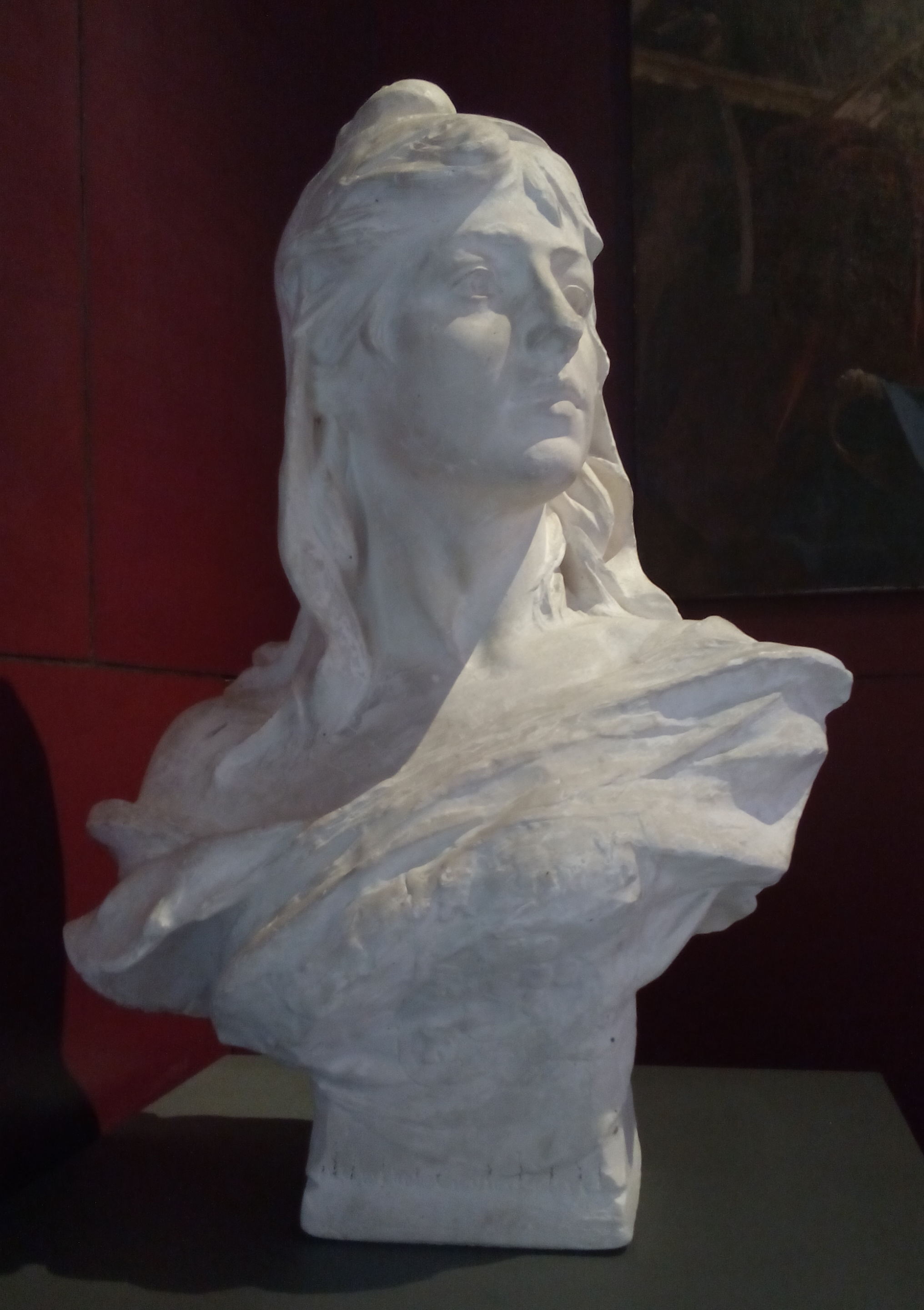
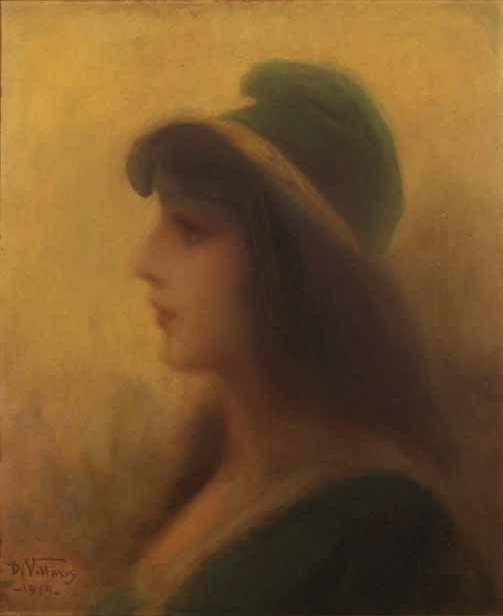
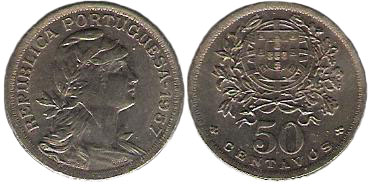
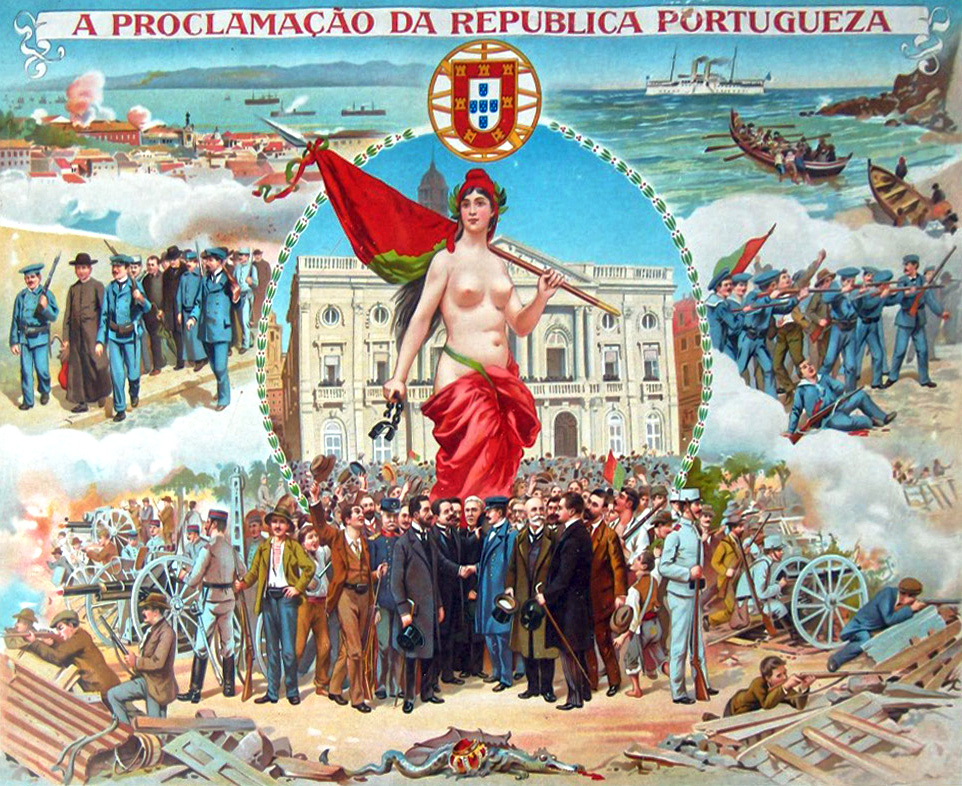